# 小林美登利
小林美登利（こばやし みどり  1891年（明治23年）- 1961年（昭和36年)）は、日系ブラジル人の教育家、宗教家（プロテスタントの牧師）、剣道師範、音楽家、冒険家。考古学や探検にも携わった。大正年間にブラジルに移住し、同国を中心に活動した。

## 経歴
- 1891年（明治23年） - 福島県大沼郡高田村（現・会津美里町）で父・清八と母・ミサの長男として生まれる。
- 1906年（明治38年） - 旧制会津中学校（現・福島県立会津高等学校）に入学。
- 1908年（明治40年） - 会津若松市で兼子重光牧師によって受洗する。
- 1909年（明治41年） - 旧制会津中学校の剣士として対抗試合に参加、七人抜きを果たして高野佐三郎に賞賛される。
- 1910年（明治42年） - 同中学校の剣道部理事長（部長）となる。
- 1911年（明治43年） - 同志社神学校に進学する。
- 1916年（大正5年）  - 同志社大学神学部を首席で卒業し、卒業式には神学部を代表して答辞を述べた。卒業論文の題目は、「パウロの異邦伝道」。同年3月にハワイへ渡り、同じ同志社出身の奥村多喜衛と曽我部四郎（英語版）を頼り、教会役員を務める傍ら、ホノム義塾の教師として活躍。
- 1917年（大正6年）  - 米国本土に渡り、カリフォルニア州バークレーの太平洋神学校に入学。また同年、排日問題の原因を探るため一個の労働者と化してネバダ、ユタ、北アイダホ、オレゴン、ワシントン諸州を経てアラスカ、メキシコ国境にまで足を伸ばす。
- 1918年（大正7年）  - ニューヨークのオーバン神学校（英語版）に入学。
- 1921年（大正10年） - オーバン神学校卒業。同年12月にブラジルへ渡る。その際に森村組のニューヨーク総支配者である村井保固の協力を得る。
- 1922年（大正11年） - サンパウロ市を拠点と決め、当時レジストロ市在住であった同志社第四代社長の西原清東を尋ねる。また伯剌西爾時報で宗教コラムを担当しながら、名門マッケンジー大学でポルトガル語を専攻、日本人移民向けのポルトガル語通信教育と啓蒙を目的とした雑誌「市民」を刊行する。同年には大正小学校の一室を借りて日曜学校と夜学校を開校。この日曜学校がブラジル初の日本人教会である南米教会の礎となる。
- 1923年（大正12年） - パラグアイからアルゼンチンへと踏破して日系人同胞を訪ね歩く。またブラジル南部のドイツ人の植民地を巡回視察する。
- 1925年（大正14年） - ブラジルの独立記念日である9月7日に私塾と寄宿舎を兼ねた聖州義塾を開塾。サンパウロ市で最初に寄宿舎を備えた日系教育機関となった。
- 1926年（大正15年） - ブラジル初の剣道道場を聖州義塾で開く。それまでは各地で同好の士が集まって稽古していたが、剣道専用の道場は聖州義塾が初めて。小林のみならず、多くの師範がそこで教えた。
- 1928年（昭和3年） - 資金調達のために一時帰国。アマゾン河を遡行しアンデスを越え、ボリビアを経て、ペルー太平洋側に出、パナマ、サンフランシスコ、ハワイを経由して日本に帰国するという二百二十七日間におよぶ冒険旅行を成し遂げて、アマゾンからアンデス越えを果たした最初の日本人となる。
- 1929年（昭和4年） - 渋沢栄一の後援を得て古河虎之助、原邦造、森村市左衛門、大倉喜七郎、武藤山治などの当時の財界の名士の援助を得る。国内はもちろん、満州や台湾、平壌にも足を伸ばした。同年、同志社女学校出身で学友柳田秀男の妹である柳田富美と結婚、12月に移民船『さんとす丸』の移民輸送監督としてブラジルへ戻る。
- 1932年（昭和7年） - ブラジルの武道を包括する組織伯國柔剣道聯盟の発起人の一人として剣道の普及に活躍。
- 1933年（昭和8年） - 日本人渡伯二十五周年記念で教育功労者として外務大臣・拓務大臣より銀杯を授与される。
- 1936年（昭和11年） - ブラジルの先住民の遺跡発掘などに携わるブラジル･インジオ文化研究同好会（ブラジル考古学同好会とも）の発起人の一人として名を連ね、自らも貝塚の発掘に参加する。
- 1940年（昭和15年） - 皇紀二千六百年記念で帝国教育会長より表彰され銀杯を授与される。
- 1942年（昭和17年） - 太平洋戦争による立ち退き命令によって聖州義塾閉塾を余儀なくされる。戦時中はサンパウロ市郊外に身を潜める。
- 1945年（昭和20年） - 終戦とともに荒んでいた同胞を慰めるために地方巡回を行い、尺八の演奏をする。流派は琴古流。これがブラジル日本民謡同好会の発端となる。また「江差追分」を吹き込んだブラジル日系人初のレコードの尺八を担当している。そして日本との交流を再開するために秘密裏に単独リオデジャネイロ市へ赴き、アメリカ大使館へ直談判の結果、承諾を得る。
- 1952年（昭和27年） - 在伯福島県人会の代表として一時帰朝。福島大学の学長から復興資金の寄付を要請された在伯福島県人会はこれに対応し、百万円を集め、小林は福島大学と福島県立医科大学に渡した。これは彼が福島大学学芸部長栗村辰雄と刎頚の友であったからである。
- 1954年（昭和29年） - 聖市四百周年祭を機に地方在住の福島県人移民の調査に乗り出す。
- 1958年（昭和33年） - ブラジルのみならず、パラグアイやアルゼンチンの福島県人移民を網羅した名鑑「福島県人渡伯五十周年記念誌」を発行。
- 1961年（昭和36年） - サンパウロ市で死去。同年10月1日、若松教会で友人らによって追悼式が開かれる。会津若松市長の挨拶もあった。